# Phuwua-Felsenagame
Die Phuwua-Felsenagame (Mantheyus phuwuanensis) ist eine Echsenart aus der Familie der Agamen, die in drei kleinen Gebieten in der Grenzregion von Laos zu Thailand endemisch vorkommt.

## Merkmale
Die Agame ist schlank und langgestreckt, mit einem abgeflachten Rumpf. Der Kopf ist 1,5 bis 1,6 mal länger als breit und ebenfalls relativ flach. Die Phuwua-Felsenagame erreicht eine Kopf-Rumpf-Länge von 7,3 bis 8,6 Zentimeter und hat einen 15,5 bis 18,2 Zentimeter langen Schwanz. Die Vorder- und die Hinterbeine sind relativ lang, die Zehen sind ausgesprochen dünn. Auf dem Rücken und an den Körperseiten sind die Schuppen entweder mit Höckern versehen oder klein und dreieckig, die Bauchschuppen sind klein. Männchen haben einen kleinen dreieckigen Kehlsack, einen niedrigen Rückenkamm und Femoralporen auf der Innenseite der Oberschenkel. Auf dem Kehlsack sind die Schuppen klein und dreieckig. Die Schuppen der Tiere sind auf ihrer Mittellinie mit haarigen Sinneszellen versehen. Phuwua-Felsenagamen zeigen eine bräunliche Grundfärbung und einen abwechseln hell- und dunkelbraun gebänderten Schwanz. Bei den Männchen ist der Rücken mit kleinen grünen Punkten und hellen Mustern versehen. Die Körperseiten schimmern leicht bläulich bis violett. Der Bauch der Männchen ist gelblich blau-violett gemischt; der Bauch der Weibchen ist hellgelb.

## Lebensraum
Die Phuwua-Felsenagame lebt in Höhen von 200 bis 380 Metern über dem Meeresspiegel in der Nähe des Mekong in Gebieten, die von großen Sandsteinfelsen geprägt und von Trockenwäldern umgeben sind. In Bedrohungssituationen flüchten die Echsen in Felsspalten. Durch Spreizen ihrer Rippen könne sie den Rumpf weiter abflachen, um sich auch in engen Spalten verbergen zu können.

## Systematik
Die Phuwua-Felsenagame wurde 1991 durch den deutschen Herpetologen Ulrich Manthey und dem thailändischen Zoologen Jaruwat Nabhitabhata unter der Bezeichnung Ptyctolaemus phuwuanensis erstmals wissenschaftlich beschrieben und nach dem Phu Wua-Schutzgebiet benannt, wo die Typusexemplare gefangen wurden. Die Autoren der Erstbeschreibung betonten, dass die Zuordnung zur Gattung Ptyctolaemus nur vorläufig war. 2001 führten die russischen Zoologin Natalia B. Ananjeva und der amerikanische Herpetologe Bryan L. Stuart die nach Ulrich Manthey benannte Gattung Mantheyus ein. Sie ist monotypisch und gehört zur Unterfamilie Draconinae, die vor allem südostasiatische Agamenarten umfasst. Hauptgrund für die Überführung in eine eigene Gattung sind die Femoralporen und die haarigen Sinneszellen auf den Schuppen, die bei keiner anderen Art der Unterfamilie Draconinae vorkommen.

## Gefährdung
Die IUCN beurteilt den Bestand der Phuwua-Felsenagame als potenziell gefährdet. Sie kommt sowohl in Laos als auch in Thailand in einigen Schutzgebieten vor, das gesamte Verbreitungsgebiet ist aber nur etwas über 7500 km² groß und könnte durch die Ausweitung menschlicher Siedlungen noch kleiner werden.